# Antonio de la Guardia
Antonio de la Guardia y Font (La Habana, 1939 - Ibidem, 23 de julio de 1989), más conocido como Tony de la Guardia, fue un coronel del Ministerio del Interior de Cuba después de la Revolución cubana.

## Familia
Antonio de la Guardia nació en 1939 en La Habana. Sus padres fueron Mario de la Guardia y Graciela Font. Tenía un hermano mayor, Mario, y un hermano gemelo Patricio de la Guardia y Font, que fue condenado a 30 años de prisión en 1989.

## Carrera
Fue partidario de la Revolución cubana desde los años 1960. Junto a Patricio de la Guardia asesoró al Grupo de Amigos Personales del presidente chileno Salvador Allende, por orden del gobierno de Fidel Castro. En 1973 viajó a Madrid para participar en la operación de Dirección General de Inteligencia para secuestrar a Fulgencio Batista conocida como «operación 88».
Tuvo negocios con los Montoneros argentinos y el Frente Democrático por la Liberación de Palestina, asesoro al Partido Nacional del Pueblo de Jamaica. En agosto de 1977 se reunió con el exiliado cubano Bernardo Benes, uno de los antecedentes de El Diálogo. Se le vinculó con el asesinato de Aldo Vera Serafín. En 1978, aterrizó en Nicaragua para llevar armas al Frente Sur del Frente Sandinista de Liberación Nacional que dirigía Edén Pastora.

## Ejecución
En 1989 durante la Causa número 1, Antonio de la Guardia fue involucrado en las acusaciones en contra de Arnaldo Ochoa Sánchez, héroe del país en las guerras de Angola, y fueron ambos condenados a la muerte y ejecutados en julio del mismo año. Según el veterano de guerra angoleño Rafael del Pino, quien sirvió bajo el mando de Ochoa en Angola, el juicio de Ochoa y De la Guardia fue un intento del liderazgo político cubano de ocultar sus propios vínculos con la mafia colombiana de la droga.